# Metal Storm (videogioco)
Metal Storm (重力装甲メタルストーム?, Jūryoku sōkō Metaru Sutōmu) è un videogioco del 1991 pubblicato da Irem per Nintendo Entertainment System.

## Trama
Il gioco è ambientato nel 2501 su Plutone.

## Modalità di gioco
Il giocatore controlla il mecha M-306 Gunner che è in grado di invertire la gravità.

## Accoglienza
IGN ha incluso il videogioco nella lista dei 100 migliori giochi per Nintendo Entertainment System. Per 1UP.com è una delle 20 hidden gems della console.